# Émile Borel
Émile Borel (n. 7 ianuarie 1871, Saint-Affrique, Midi-Pyrénées, Franța – d. 3 februarie 1956, Paris, Franța) a fost un matematician și om politic francez, cunoscut mai ales pentru contribuțiile sale în diverse domenii ale matematicii moderne ca: topologie, teoria măsurii și teoria probabilităților.

## Biografie
S-a născut în Saint-Afrique, ca fiu al unui pastor protestant.
Încă de mic a dovedit reale înclinații către matematică.
Este absolvent al Școlii Normale Superioare (École Normale Supérieure). 
În 1893 obține doctoratul în matematică.
De asemenea, a fost conferențiar la Facultatea de Științe din Lille, director la Școala Normală Superioară și în 1909 devine profesor la Sorbona.
În Primul Război Mondial a adus mari servicii armatei franceze prin înființarea unei secții de reperare prin sunet.
A fost prieten cu Édouard Herriot, președintele Consiliului Franței, cu Paul Painlevé, care a fost premier, cu Paul Valéry și cu Gaston Darboux.
A fost profesor al matematicienilor români: Caius Iacob, Gheorghe Țițeica, Simion Stoilow, Ovidiu Țino, Octav Onicescu.
A călătorit mult prin Europa și prin diverse țări ca: Egipt, Liban, Iran, China, Argentina, Uruguay, Brazilia și India.
Émile Borel s-a stins din viață în 1956 la Paris.

## Funcții deținute

### Învățământ și cercetare
- 1905: președinte al Societății de Matematică din Franța (Société Mathématique de France);
- 1909: catedra teoriei funcțiilor la Facultatea de Științe din Paris;
- 1910 - 1920: director adjunct al Școlii Normale Superioare
- 1921: catedra de probabilitate și fizică-matematică;
- 1921: membru al Academiei de Științe;
- 1933: vicepreședinte al Academiei de Științe;
- 1934: președinte al Academiei de Științe;
- 1946: membru al Biroului Longitudinilor;
- 1948: președinte al comitetului științelor în cadrul UNESCO

### Alte funcții
- deputat de Aveyron
- ministru al Marinei.

## Contribuții
Borel a fost un analist și este considerat unul dintre fondatorii teoriei funcțiilor (a scris o celebră monografie în acest domeniu) și al teoriei moderne a mulțimilor.
Împreună cu René-Louis Baire și Henri Lebesgue, a fost unul din precursorii teoriei măsurii și aplicațiilor acesteia în teoria probabilităților.
De asemenea, a urmărit introducerea metodei intuiției și spiritul matematic modern.
Este creatorul jocurilor psihologice și al jocurilor strategice.

## Recunoaștere și apreciere
- Medalia Rezistenței (Médaille de la Résistance) cu rozetă
- Prima medalie de aur a Centrului Național pentru Cercetări Științifice pentru întreaga sa activitate;
- 1901: Premiul Poncelet;
- 1904: Premiul Vaillant;
- 1905: Prix Petit d'Ormoy;
- 1938: Marele Premiu al Științelor Matematice (Grand Prix des Sciences Mathématiques);
- 1945: Crucea de Război (Croix de guerre);
- 1950: Marea Cruce a Legiunii de onoare (Grand-Croix de la Légion d'honneur);
- 1954: Premiul Osiris
- Doctor Honoris Causa al mai multor universități străine.

## Scrieri
- 1894: Sur quelque points de la théorie des fonctions
- 1897: La théorie des fonctions
- 1898: Leçons sur la théorie des fonctions
- 1900: Leçons sur les séries entières
- 1901: Leçons sur les fonctions divergentes
- 1903: Algèbre
- 1905: Leçons sur les fonctions de variables réelle et les dévelopments en série de polynômes
- 1913: Le Hasard
- 1917: Leçons sur les fonctions monogènes uniforme d'une variable complexe
- 1921: L'Espace et le temps
- 1921: La théorie du jeux
- 1922: Méthodes et problèmes de la théorie des fonctions
- 1924 - 1934: Traité du calcul des probabilités et ses applications.

Borel a publicat peste 300 de lucrări științifice, din care 50 au caracter filozofic.
Lucrările sale au constituit obiectul cercetărilor matematicienilor români: Gheorghe Țițeica, Dimitrie Pompeiu, Aurel Angelescu, Florin Vasilescu, Gheorghe Călugăreanu și alții.